# Industria de la seda en Azerbaiyán
La industria de la seda en Azerbaiyán existe desde la antigüedad. Shirván era la mayor región productora de seda. La población de Shamakhi, Basqal, Ganyá, Shaki y Shusha se dedicaba a la producción de seda. En estas regiones se producían pañuelos femeninos de seda estampados y ornamentales. La producción de seda fue una de las principales actividades que se mantuvo hasta los tiempos modernos.

## Shirván
La seda producida en Shirvan era conocida en países como Rusia y Europa Occidental en el siglo XI. En esa época, la seda se exportaba a Rusia, Irak, Siria y otros países desde Shamakhi. Shirvan mantuvo su dominio en la producción de seda en Oriente Próximo en los siglos XVI y XVII. La mayor parte de la seda de Shirvan se exportaba. La mayor parte del resto se utilizaba para tejer la seda. Adam Olearius visitó Azerbaiyán en el siglo XVII y escribió que se recogían entre 10 y 20 mil paquetes (cada paquete pesaba aproximadamente 5.5 libras) de materia prima al año. 3000 paquetes pertenecían a Shirvan y 2000 a Garabagh. Esto significa que en Shirvan se producían 16.5 miles de libras de materia prima, pero en Garabagh 11 mil libras.

## Shaki
Las investigaciones arqueológicas realizadas en Shaki demostraron que la producción de seda era la principal actividad doméstica de la antigüedad. El desarrollo de la producción de seda conectó esta ciudad con las rutas de las caravanas de la ruta de la seda.
En 1931 comenzó a funcionar en Shaki una fábrica de seda que se convirtió en una de las empresas de la industria de la seda de la antigua URSS.
En la década de 1970-1980, se produjeron entre 5 y 6 miles de toneladas de capullo húmedo y entre 350 y 400 toneladas de seda cruda, lo que permitió suministrar textiles de seda en 10 millones de metros cuadrados. Más de 150 mil familias se dedicaban a la alimentación y a la producción de capullos. En aquella época, más de 14000 personas trabajaban en la industria de la seda. 7000 más eran empleados permanentes de la planta "Shaki-Silk". Azerbaiyán ocupaba el segundo lugar en la producción de capullos en la antigua Unión Soviética después de Uzbekistán, pero era el primero por la calidad de la seda producida. La planta "Shaki-Silk" enviaba textiles a 75 empresas de la URSS, así como hilo de seda a 84 empresas. Los textiles fabricados con seda de Shaki se exportaban a Japón, Suiza, Italia y otros países.
A principios de los años noventa, se observó una recesión que afectó a la industria de la seda. Como resultado, se perdieron las relaciones económicas establecidas durante muchos años. Durante estos años, 2 estaciones de producción de seda, 7 fábricas de semillas de capullos, cerca de 30 salas de secado de capullos, unos 80 puntos de procesamiento primario de capullos, así como la empresa "Shaki-Silk", la hilandería Ordubad dejaron de producir. Decenas de miles de personas perdieron su trabajo. La industria sedera de Azerbaiyán, de 1500 años de antigüedad, estaba en peligro de destrucción.
"Parvana" LLC fue la ganadora de un concurso de inversión para "Shaki-Silk". Organizó un programa de desarrollo para ampliar la producción y desarrollar la cría de gusanos de seda. Se reconstruyeron los talleres de producción, se aplicaron nuevas tecnologías a la producción y se instalaron instalaciones y herramientas adicionales.
Para mejorar la calidad del producto, en 2008 se llevó a cabo una reconstrucción. Se instalaron 4 hiladoras fabricadas en China, 4 bobinadoras de seda, nuevas herramientas y aparatos de vacío. Después de la reconstrucción, la productividad del trabajo aumentó 6-7 veces y la potencia de producción 2.5 veces. En el mismo año, la nueva área de producción - taller de hilatura de algodón con las 1740 toneladas de potencia lanzó su producción. Como resultado de las actividades, el número de empleados de la empresa aumentó a 1500.

## Kelagai
El producto de seda más popular en Azerbaiyán es el pañuelo de seda para mujeres, llamado Kelagai. El Kelagai se produce principalmente en Sheki y Basqal. En 2014, el kelagai fue incluido en la lista del Patrimonio Cultural Inmaterial de la UNESCO en Azerbaiyán.